# Пламен Ранчев
Пламен Георгиев Ранчев е юрист, адвокат по професия, български политик, народен представител от парламентарната група на Коалиция за България в XL народно събрание. Член на Висшия съвет на БСП.

## Биография
Пламен Ранчев е роден на 5 февруари 1960 година в град Нова Загора, България.
През 1985 година се дипломира по специалността „право“ в Юридически факултет на СУ „Климент Охридски“. От 1986 година до 1990 година е щатен служител(офицер от контраразузнаването) на Четвърто управление на Държавна сигурност. От 1992 година работи като адвокат в Софийска адвокатска колегия. През 2006 – 2007 година е заместник-председател на Българския съюз на частните предприемачи „Възраждане“.

### Парламентарна дейност
- XL народно събрание – Член (18.08.2005 – 2009)[4]
- Парламентарна група на Коалиция за България – Член (18.08.2005 – 2009)[4]
- Комисия по правни въпроси – Член (24.08.2005 – 12.10.2005)[4]
- Комисия по отбраната – Член (24.08.2005 – 2009)[4]
- Делегация в Парламентарната асамблея на Организацията за сигурност и сътрудничество в Европа – Основен член (28.09.2005 – 2009)[4]
- Временна комисия по искането на Никола Филчев, главен прокурор на Република България, за даване на разрешение за възбуждане на наказателно преследване срещу Стефан Антонов Софиянски, народен представител в XL народно събрание – Председател (07.10.2005 – 26 януари 2006)[4]
- Комисия по външна политика – Зам.-председател (12.10.2005 – 2009)[4]
- Временна комисия за установяване на отнетото и възстановено имущество на семействата на бившите царе Фердинанд I и Борис III и техните наследници – Председател (15.03.2006 – 03.08.2006)[4]
- Временна комисия по искането на Борис Велчев, главен прокурор на Република България, за даване на разрешение за възбуждане на наказателно преследване срещу Тома Янков Томов, народен представител в XL народно събрание – Член (20.04.2007 – 20.05.2007)[4]
- Временна анкетна комисия за проучване на обстоятелствата за трагичния инцидент във влака София – Кардам на 28 февруари 2008 г., както и на нормативната уредба, свързана с безопасността на железопътния транспорт – Член (06.03.2008 – 08.10.2008)[4]